# Shi Zhiyong (1980)
Pour les articles homonymes, voir Shi Zhiyong.
Shi Zhiyong est un haltérophile chinois. Il a été champion olympique en 2004 en moins de 62 kg et a remporté 11 médailles mondiales en moins 69 kg dont sept en or, deux en argent et deux en bronze. Il n'a pu terminer la compétition d'haltérophilie en moins de 69 kg aux Jeux Olympiques de 2008, gêné par une douleur à l'épaule.

## Résultats
- Champion olympique en moins de 62 kg aux Jeux olympiques d'été de 2004 : 152,5 kg à l'arraché (record olympique), 172,5 kg à l'épaulé-jeté, 325 kg au total.
- Champion du monde en moins de 69 kg en 2005 à l'arraché 160 kg, à l'épaulé-jeté 190 kg et au total 350 kg.
- Second des Jeux asiatiques de 2006 (335 kg).
- Champion du monde de l'arraché (150 kg) en moins de 69 kg en 2006. Médaille de bronze à l'épaulé-jeté 177 kg et médaille d'argent au total 327 kg.
- Champion du monde de l'arraché (158 kg) en moins de 69 kg en 2007. Médaille d'argent au total 338 kg.